# Ibrahim-Paša Maglajski
Ibrahim-Paša Maglajski, turški vojskovodja.

## Življenjepis
Maglajski je najbolj znan kot poveljnik turške vojske iz Bosne, ki je leta 1815 napadla Srbijo.